# 悪人
悪人（あくにん）は、
1. 狼藉を働き、悪行を重ねる者のこと。
- 狼藉を働き、悪行を重ねる者のこと。「悪者」、「悪漢」、「悪党」ともいい、これを演じる役を「悪役」という。悪人は犯罪人と国家や社会秩序に刃向かった者（反逆者）を指すが、正当な理由があっても敗者となると「悪人」（確信犯）にされてしまうことから「勝てば官軍、負ければ賊軍。」という語もあり、後者の場合は、一概に「悪人」とはいえない。

2. 浄土真宗において用いられる仏教用語。
- 法然の教えを受けた親鸞を開祖とする浄土真宗で用いられる「悪人」。
  - 末法の世においては、どのような行を積んでも、自分自身では煩悩を断ずる事ができない「罪悪深重の凡夫」のことを指す。このことは親鸞独自の説ではなく（参照：親鸞以前の悪人正機説）、「悪人はどのように生きるか」という点で、法然の教義を継承発展させた。
  - 阿弥陀仏の本願（四十八願・第十八願）は、この「末法濁世の悪人」を救わんがために建てられたとする。（ ⇒ 悪人正機）